# Boggerlap
Boggerlap (auch: Bogarappu-tō, Boggerlapp, Boklob Island) ist eine Insel des Kwajalein-Atolls in der Ralik-Kette im ozeanischen Staat der Marshallinseln (RMI).

## Geographie
Das halbmondförmige Motu liegt im nördlichen Riffsaums des Atolls zwischen Boggerik und Mellu am Mellu Pass (Ivan Passage). Die Insel selbst ist ca. 400 lang und maximal 200 m breit.

## Klima
Das Klima ist tropisch heiß, wird jedoch von ständig wehenden Winden gemäßigt. Ebenso wie die anderen Orte der Kwajalein-Gruppe wird Boggerlap gelegentlich von Zyklonen heimgesucht.